# Lollipop Power
Lollipop Power, Inc. fue una editorial independiente sin fines de lucro de libros para niños estadounidense. Fue fundada en 1969 en Chapel Hill, Carolina del Norte, dentro de una cultura organizacional feminista lesbiana. Operando como un colectivo editorial de un grupo rotativo de alrededor de diez miembros, la imprenta publicaba libros ilustrados que contrarrestaban las representaciones de roles estereotipados de género en la literatura infantil convencional.
La imprenta creció hasta 1975, cuando obtuvo su propia oficina pero las ventas comenzaron a estancarse. En su apogeo, la imprenta vendió alrededor de 1500 libros mensuales. Un panorama editorial cambiante contribuyó al eventual cierre de la imprenta en 1986, cuando se convirtió en una imprenta nominal de la cercana Carolina Wren Press. La imprenta publicó algunos de los primeros libros ilustrados en contener personajes explícitamente queer, contribuyendo a la historia temprana del campo de la literatura infantil LGBTQ.

## Historia
Lollipop Power Inc. surgió de una cultura de organización feminista lésbica y publicación independiente en el estado de Carolina del Norte, Estados Unidos, a fines de la década de 1960. A partir de este contexto, se establecieron tres editoriales y dos revistas feministas lésbicas en las décadas de 1960 y 1970 en Carolina del Norte, incluida Lollipop Power, que se fundó como una organización sin fines de lucro en 1969 en Chapel Hill. Su colectivo fundador incluía a la editora Judy Hogan, quien también fundaría Carolina Wren Press en el mismo estado en 1976.
La misión de Lollipop Power era publicar libros para niños con historias no sexistas ni racistas. El colectivo editorial buscó hacer esto para ofrecer una alternativa a las historias predominantemente blancas y masculinas que se cuentan en la literatura infantil convencional, creyendo que «los estereotipos sexuales pueden y deben eliminarse a una edad muy temprana». Los miembros operaban las editoriales sin una experiencia editorial profesional significativa; se aceptaron historias tanto de miembros de la imprenta como de presentaciones externas. Los miembros de Lollipop Power seleccionaron ilustradores para los libros en función de las ilustraciones que enviaron para ejemplos de pasajes de los textos, y la aprobación final de los libros se entregó a la junta de la imprenta para votar. A los autores e ilustradores no se les pagaba a partir de 1972, y solo el miembro que manejaba la distribución por correo de las obras recibía una compensación financiera. Para 1976, la mayoría de los 10 miembros del colectivo (ninguno de los cuales eran los miembros fundadores en ese momento) podían pagarse alrededor o ligeramente por encima del salario mínimo.
Kathi Gallagher, miembro de la imprenta, escribió en 1982 que el colectivo fundador imaginó a la editorial como una plataforma para ayudar a otras feministas que deseaban libros sin roles de género estereotipados, pero los pedidos de otras fuentes como escuelas, bibliotecas y librerías obligaron rápidamente al colectivo a cambiar su modelo. Su primer libro, Jenny's Secret Place (1971), se retrasó por falta de fondos; una vez que se publicó, la imprenta se «inundó de pedidos». A medida que la empresa creció a mediados de la década de 1970, se hizo responsable de todos los aspectos de su proceso de publicación, incluido el diseño, la composición tipográfica y la impresión. La imprenta reportó aumentos anuales en las ventas hasta 1975, cuando sus ventas mensuales promediaron 1500 libros. Ese año, la imprenta comenzó a trabajar en una oficina con una imprenta propia; antes de eso, «reinaba el caos. Los libros se guardaban debajo de las camas, en los desvanes, debajo de las mesas de ping-pong».
Después de 1976, las ventas de los libros de Lollipop Power se estancaron y luego disminuyeron a medida que el grupo comenzó a publicar menos obras cada año (incluida ninguna en 1978). Gallagher escribió que la adopción de obras con menos estereotipos de género de editoriales comerciales más grandes como Macmillan Publishers y McGraw Hill puede haber contribuido al cambio, pero también puede haber contribuido a la percepción pública de que el interés de mediados de la década de 1970 en la literatura infantil no sexista y no racista era una moda pasajera o «una batalla irrevocablemente ganada». La imprenta cesó sus operaciones en 1986, y sus títulos se trasladaron a Carolina Wren Press de Hogan. Publicó al menos un título más, The Boy Toy de Phyllis Hacken Johnson, en 1988 como un sello editorial de Carolina Wren Press. Apareció como una editorial activa hasta 2012, aunque Carolina Wren Press dejó de buscar presentaciones de libros para niños en 2009.

## Legado
Lollipop Power publicó When Megan Went Away (1979) y Lots of Mommies (1983) de Jane Severance, entre los primeros libros ilustrados que representan personajes explícitamente queer. El editor también publicó varios otros libros que tratan sobre personajes que no se ajustan al género, como Jesse's Dream Skirt (1979) de Bruce Mack y The Boy Toy (1988) de Hacken Johnson. Debido a que tan pocas editoriales en las décadas de 1970 y 1980 publicaban literatura infantil con personajes queer, la imprenta dio forma a la historia más temprana de la literatura infantil LGBTQ. Sin embargo, la distribución limitada de la imprenta significaba que sus obras no estaban ampliamente disponibles. A partir de 1979, era una de las siete imprentas independientes de literatura infantil en los Estados Unidos, y la única ubicada en el sureste de Estados Unidos.

## Títulos selectos
- Jenny's Secret Place (1970), escrito por Sara Evans Boyte.[5]
- Martin's Father (1971), escrito por Margrit Eichler, ilustrado por Bev Magennis.[17]
- Exactly Like Me (1972), escrito e ilustrado por Lynn Phillips.[12]
- Joshua's Day (1972), escrito por Sandra Lucas Surowiecki, ilustrado por Patricia Riley Lenthall.[18]
- The Sheep Book (1972), escrito e ilustrado por Carmen Goodyear.[19]
- The Magic Hat (1973), escrito por Kim Westsmith Chapman, ilustrado por Kitty Riley Clark.[20]
- Just Momma and Me (1975), escrito e ilustrado por Christine Engla Eber.[21]
- The Lost Bellybutton (1976), escrito por Margaret Morganroth Gullette, ilustrado por Leslie Udry.[22]
- The Clever Princess (1977), escrito por Ann Tompert, ilustrado por Patricia Riley.[23]
- When Megan Went Away (1979), escrito por Jane Severance, ilustrado por Tea Schook.[15]
- Jesse's Dream Skirt (1979), escrito por Bruce Mack, ilustrado por Marian Buchanan.[15]
- In Christina's Toolbox (1981), escrito por Dianne Homan, ilustrado por Mary Heine.[24]
- Lots of Mommies (1983), escrito por Jane Severance, ilustrado por Jan Jones.[15]
- The Boy Toy (1988), escrito por Phyllis Hacken Johnson, ilustrado por Lena Shiffman.[15]